# Santa Marinella
Santa Marinella település Olaszországban, Lazio régióban, Róma megyében. Lakosainak száma 18 397 fő (2023. január 1.). Santa Marinella Allumiere, Civitavecchia, Cerveteri és Tolfa községekkel határos.

## Népesség
A település lakossága az elmúlt években az alábbi módon változott:
| Lakosok száma | 18 882 | 18 921 | 18 397 |
|               | 2017   | 2018   | 2023   |